# Megabalanus azoricus
Megabalanus azoricus (Pilsbry, 1916) é uma espécie de craca gigante, comum nos Açores e considerada como um dos mariscos mais apreciados naquele arquipélago São animais sésseis com o exoesqueleto calcificado composto por várias placas. A espécie foi originalmente descrita para os Açores, mas foi posteriormente identificada no arquipélago da Madeira.

## Descrição
Megabalanus azoricus é um crustáceoque vive fixo ao substrato, razão pela qual os indivíduos adultos dificilmente são reconhecidos pela generalidade das pessoas como pertencentes ao mesmo grupo taxonómico que as lagostas ou os caranguejos. Contudo, essa pertença foi estabelecida por Charles Darwin que, ao estudar os seus estados larvares, provou que estes organismos devem ser incluídos naquele grupo.
À excepção das fases larvares planctónicas, as cracas são organismos sésseis que vivem fixas sobre um substrato. Formam em torno de si uma "muralha" calcária (erradamente considerada uma concha), em forma de cone truncado, que protege os órgãos internos. No topo da estrutura localiza-se o opérculo, formado por 4 placas calcificadas agrupadas duas a duas, que abre quando o animal se alimenta e respira.
A espécie Megabalanus azoricus foi descrita em 1916 sob o nome sub-específico de Balanus tintinnabulum azoricus por Henry Augustus Pilsbry, numa monografia sobre os cirripedia existentes na colecção do Museu Nacional de História Natural (Estados Unidos) (Smithsonian Institution) a partir de espécimes inicialmente catalogados como pertencentes à espécie Lepas tintinnabulum (Linnaeus, 1758). Após várias alterações de posicionamento taxonómico, em 1976, Newman & Ross propuseram a ascensão do sub-género Megabalanus à categoria de género, de que M. azoricus passou a constituir espécie.

## Distribuição e habitat
Megabalanus azoricus foi durante muito tempo considerada uma espécie endémica dos Açores, mas foi comprovado que ocorre também no Arquipélago da Madeira.
A espécie ocorre desde a zona entremarés até 10–12 m de profundidade, sendo mais abundante entre 1–2 m de profundidade, mas são encontrados indivíduos até aos 30 m de profundidade em locais de grande hidrodinamismo, especialmente em baixios afastados da costa e em ilhéus.
Relativamente bem distribuída no arquipélago dos Açores, ocorre nas costas rochosas entre a zona intertidal inferior e o infralitoral, com populações maioritariamente distribuídas junto à linha de maré baixa com preferência por zonas mais expostas da costa, e consequentemente, com alto hidrodinamismo.
A apanha destas cracas é feita com a ajuda de martelo e escopro, dado que a captura obriga a partir a rocha na qual a base do animal está incrustada. A espécie é apreciada em todo o arquipélago fazendo desde há muito parte dos pratos tradicionais da gastronomia açoriana.